# Blackout (Britney Spears)
Blackout is het vijfde studioalbum van Britney Spears. Het album werd op 25 oktober 2007 uitgebracht. Het was het eerste studioalbum sinds In the Zone uit 2003.

## Uitgelekte nummers
Diverse demonummers lekten in september 2007 uit. Volgens sommige bronnen zouden deze nummers zeer waarschijnlijk op Spears' nieuwe album verschijnen. Het nummer Piece of Me werd gelekt door een van Spears' achtergrondzangers. Hij wist te vertellen dat dit nummer ook op het album zou verschijnen.
In oktober 2007 klaagde Zomba, eigenaar van Jive, de website perezhilton.com aan omdat deze meerdere nummers van het album had laten lekken. Vanwege het uitlekken van meerdere nummers besloot Jive het album twee weken eerder uit te brengen.

## Hitverloop
Met het album maakte Spears in Nederland geen overweldigende terugkeer. Het album kwam in week 45 binnen op nummer 14 in de Album Top 100. Daarentegen bereikte het album in Ierland en Zuid-Korea de eerste plaats in de albumhitlijsten. In het Verenigd Koninkrijk moest "Blackout" het doen met een tweede plaats. In de Verenigde Staten zou het op de eerste plaats van de Billboard 200 terechtkomen, maar een wijziging op 7 november 2007 in het beleid zorgde ervoor dat het album op de tweede plek terechtkwam. Op de eerste plek verscheen Long Road Out of Eden van The Eagles.

## Singles
- "Gimme More" (25 september 2007), de leadsingle van Blackout.
- "Piece of Me" (7 januari 2008), officiële 2e single van Blackout, radio-edit werd gebruikt bij de videoclip.
- "Break the Ice" (14 april 2008), eerste animatie mangaclip van Spears.
- "Radar" (24 juni 2008), werd gezien als de opvolger van de single Toxic uit 2004. Op 11 juni 2008 kondigde Jive Records aan dat Radar niet meer uitgebracht zou worden in verband met opnamen voor Spears' 6e studioalbum.

## Tracklist
1. "Gimme More" (Nate Hills, James Washington, Keri Hilson, Marcella Araica) - 4:11
2. "Piece of Me" (Christian Karlsson, Pontus Winnberg, Klas Ahlund) - 3:31
3. "Radar" (Christian Karlsson, Pontus Winnberg, Henrik Jonback, Balewa Muhammad, Candice Nelson, Ezekiel "Zeke" Lewis, Patrick J. Que Smith) - 3:49
4. "Break the Ice" (Nate Hills, James Washington, Keri Hilson, Marcella Araica) - 3:16
5. "Heaven on Earth" (Michael McGroarty, Nick Huntington, Nicole Morier) - 4:52
6. "Get Naked (I Got a Plan)" (Corte Ellis, Nate Hills, Marcella Araica,) - 4:45
7. "Freakshow" (Christian Karlsson, Pontus Winnberg, Henrik Jonback, Ezekiel "Zeke" Lewis, Patrick "J.Que" Smith, Britney Spears) - 2:55
8. "Toy Soldier" (Christian Karlsson, Pontus Winnberg, Magnus Wallbert, Sean Garrett) - 3:21
9. "Hot as Ice" (T-Pain, Nate Hills, Marcella Araica) - 3:16
10. "Ooh Ooh Baby" (Kara DioGuardi, Farid Nassar, Erick Coomes, Britney Spears) - 3:28
11. "Perfect Lover" (Nate Hills, James Washington, Keri Hilson, Marcella Araica) - 3:02
12. "Why Should I Be Sad" (Pharrell Williams) - 3:10
13. "Outta This World" bonustrack - 3:44
14. "Everybody" bonustrack - 3:18
15. "Get Back" bonustrack - 3:50
16. "Gimme More" (Paul Oakenfold Remix) bonustrack - 6:08